# ZeniMax Media
ZeniMax Media is een Amerikaans mediabedrijf gevestigd in Rockville, Maryland. Het bedrijf werd in 1999 opgericht en ontwikkelt en publiceert computerspellen via zijn dochterbedrijven. Enkele van hun meest populaire computerspelseries zijn oa: Doom, The Elder Scrolls, Dishonored & Fallout.
ZeniMax werd opgericht als opvolger voor Media Technology Ltd, het toenmalige moederbedrijf van Bethesda Softworks. De naam is een Porte-manteauwoord van "Zenith" en "Maximum".

## Overname door Xbox  Game Studios
Op 21 september 2020 kondigde Xbox Game Studios aan dat ze een akkoord bereikt hebben om ZeniMax over te nemen. Bij de overname zou 7,5 miljard $ gemoeid zijn. 
Op 10 februari werd gelekt dat Xbox Games Studios een nieuw dochterbedrijf genaamd "Vault" zou oprichten om de overname te kunnen finaliseren. Eerst werd gedacht dat Vault als dochteronderneming zou dienen om alle ZeniMax studios onder te brengen om daarna ZeniMax Media op te doeken. Maar dit bleek niet te kloppen. Op 29 januari deelde Microsoft de Europese Commissie namelijk mee dat ze Vault Merger Sub hadden opgericht als slapende vennootschap. Nadat de overname volledig is afgehandelt zou Vault opgedoekt worden en blijft ZeniMax bestaan.
Op 5 maart 2021 hebben de mededingingsautoriteiten van de EU aangekondigd akkoord te zijn met de overname. Zowel de EU als de VS moest hun goedkeuring geven, aangezien het bedrijf ook enkele Europese studios in bezit had.

## Dochterbedrijven

### Ontwikkelstudio's
| Naam                         | Land             | Oprichting | Onderdeel sinds | Opmerkingen                                                        |
| ---------------------------- | ---------------- | ---------- | --------------- | ------------------------------------------------------------------ |
| Bethesda Game Studios        | Verenigde Staten | 2001       | 2001            |                                                                    |
| Bethesda Game Studios Dallas | Verenigde Staten | 2007       | 2017            | Tot augustus 2018 bekend als Escalation Studios                    |
| Bethesda Game Studios Austin | Verenigde Staten | 2012       | 2012            | Tot maart 2018 bekend als Battlecry Studios                        |
| ZeniMax Online Studios       | Verenigde Staten | 2007       | 2007            |                                                                    |
| id Software                  | Verenigde Staten | 1991       | 2009            |                                                                    |
| id Software Frankfurt        | Duitsland        | 2015       | 2015            |                                                                    |
| Arkane Studios               | Frankrijk        | 1999       | 2010            |                                                                    |
| Arkane Studios Austin        | Verenigde Staten | 2006       | 2010            | Opgericht omdat oprichter hij verhuisde naar Austin                |
| Tango Gameworks              | Japan            | 2010       | 2010            | Onafhankelijk opgericht in maart 2010, overgenomen in oktober 2010 |
| MachineGames                 | Zweden           | 2009       | 2010            |                                                                    |
| Roundhouse Studios           | Verenigde Staten | 2019       | 2019            | Opgericht door het team van Human Head Studios                     |
| Alpha Dog Games              | Canada           | 2012       | 2019            |                                                                    |

### Uitgevers
- Bethesda Softworks, overgenomen in 1999

### Gesloten studios
- e-Nexus Studios - Studio opgericht door medebedenker van The Simpsons Sam Simon
- Mediatech West, ook wel Bethesda West genoemd, overgenomen in 1992, gesloten in 1995
- Mud Duck Productions, opgericht in 2002, gesloten in 2007
- Vir2L Studios: overgenomen in 1999, gesloten in 2010
- XL Translab: overgenomen in 1997, meteen overgeheveld naar Bethesda Softworks